# Alma Čardžić
Alma Čardžić, född 1968 i Maglaj, är en bosnisk sångerska.
Čardžić började sjunga från tidig ålder och vann som femtonåring amatörsångfestivalen Studentsko ljeto. Hon spelade in sina första låtar 1991 och deltog i den jugoslaviska uttagningen (Jugovizija) till Eurovision Song Contest 1992 med låten Ljubav ce pobijediti, och kom på tiondeplats. Hon deltog därefter i Bosnien-Hercegovinas uttagning till tävlingen 1993 med bidraget Svi na ulice, som blev utan placering. Hon återkom till tävlingen 1994, där hon tillsammans med Dejan Lazarević framförde alla åtta bidragen. I Eurovision Song Contest i Dublin framförde de låten Ostani kraj mene och kom på femtondeplats med 39 poäng. Hon deltog återigen i den bosniska uttagningen 1997, där hon framförde alla tio bidragen. Hon representerade Bosnien-Hercegovina med bidraget Goodbye och kom på delad artondeplats med 22 poäng.
Tillsammans med Maja Tatić och Sabahudin Kurt utgjorde Čardžić den jury som utsåg Bosnien och Hercegovinas representant till Eurovision Song Contest 2003.
Hon har i bosniska medier tilldelats utmärkelser som "årets artist".

## Diskografi
- Plavo oko (1996)
- Duša (1998)
- Malo po malo (2001)
- Moje pjesme (2004)
- Navikla na ljubav (2006)